# Ataque aéreo en Deir ez-Zor (septiembre de 2016)
El ataque aéreo de Deir ez-Zor fue una serie de 37 ataques aéreos de la Coalición liderados por Estados Unidos cerca del Aeropuerto Deir ez-Zor en el este de Siria el 17 de septiembre de 2016, que duró desde las 3:55 p. m. a 4:56 p. m., hora de Damasco, que mató entre 90 y 106 soldados del Ejército sirio e hirió a 110 más. Estados Unidos dijo que el objetivo previsto eran militantes del Estado Islámico de Irak y del Levante y que el ataque a los soldados sirios se debió a una identificación errónea de las fuerzas terrestres mientras que los gobiernos de Siria y Rusia afirmaron que fue un ataque intencional contra Siria tropas. El ataque provocó "una tormenta diplomática" con Rusia convocando a una reunión de emergencia del Consejo de Seguridad de las Naciones Unidas. Más tarde, el gobierno sirio suspendió un alto el fuego que había sido el resultado de meses de intensos esfuerzos diplomáticos de los EE. UU. y los gobiernos de Rusia. 
Después de la cancelación del alto el fuego por parte del gobierno sirio, un convoy de ayuda cerca de Alepo fue atacado, lo que los gobiernos de la coalición de Estados Unidos llamaron un ataque de represalia de los gobiernos sirio y/o ruso, una acusación negada por ambos gobiernos. La disputa llevó a un final de las conversaciones de paz bilaterales entre Estados Unidos y Rusia sobre Siria. Rusia utilizó el ataque aéreo para justificar la mejora de sus defensas aéreas con misiles en Siria y el Secretario de Estado de los EE. UU., John Kerry, continuaría afirmando que el colapso del alto el fuego ayudó a que las fuerzas del gobierno sirio detuvieran a los rebeldes del Este de Alepo. El ataque también impulsó al Estado Islámico de Irak y al Levante, que estaba asediando la ciudad de Deir ez-Zor, controlada por el gobierno sirio, capturando múltiples puntos estratégicos alrededor del aeropuerto de Deir ez-Zor. 

## Contexto

### Acusaciones de ataques anteriores
Anteriormente, en diciembre de 2015, el gobierno sirio hizo una acusación, rechazada por los EE. UU., de que las fuerzas de los Estados Unidos mataron a 3 soldados sirios e hirieron a otros 13 durante un ataque en un campamento en la provincia de Deir al-Zour el domingo por la noche. La coalición liderada por los Estados Unidos había estado atacando a los militantes del Estado Islámico en Siria desde septiembre de 2014 aunque nunca ha coordinado ningún ataque con el gobierno sirio, que había estado tratando de derrocar. 

### Cese del fuego sirio mediado por Estados Unidos y Rusia
En el momento de este ataque, un alto el fuego mediado por los Estados Unidos y Rusia, que entró en vigor el lunes 12 de septiembre de 2016 a las 7 p. m. El horario de Siria (1600 GMT) estaba destinado a durar una semana, había estado en vigor durante más de un quinto día y estaba a menos de 48 horas desde su finalización que, una vez completado, se cumpliría. han dado como resultado que los Estados Unidos y Rusia crearon y administraron conjuntamente, según el acuerdo de alto el fuego, "el Grupo de Implementación Conjunta", un grupo de intercambio de inteligencia que se habría dedicado a coordinar los ataques de Estados Unidos y Rusia contra Al Qaeda e EIIL en Siria.  Algunos de los principales funcionarios de seguridad nacional de los Estados Unidos, en particular el Pentágono, se opusieron a la creación del Grupo de Implementación Conjunta, temor a que su implementación permitiera al gobierno ruso obtener información importante sobre el funcionamiento del ejército estadounidense.  El acuerdo también habría hecho que Estados Unidos obtuviera un veto, asegurado por Rusia, sobre las misiones de combate de la fuerza aérea del gobierno sirio sobre la oposición y las zonas controladas por civiles, que en ese momento incluían la ciudad de Alepo. El alto el fuego fue el resultado de meses de "diplomacia intensiva", principalmente entre el Secretario de Estado de los EE. UU. John Kerry y el ministro de Relaciones Exteriores de Rusia, Serguéi Lavrov , pero también entre el presidente de los Estados Unidos, Barack Obama, y el presidente de Rusia, Vladímir Putin, que comenzó en julio de 2016.

### Asedio de Deir ez-Zor
El distrito de Deir Ez Zor en ese momento era uno de los pocos baluartes restantes del gobierno sirio en el este de Siria.  En mayo de 2015, los militantes del Estado Islámico lanzaron una ofensiva, capturando tanto Palmira como el área que rodea a Deir ez-Zor, y cortando la línea de suministro restante a Deir ez-Zor.  La ciudad fue efectivamente asediada por EIIL, dejando que los suministros fueran entregados únicamente por helicópteros de transporte. En consecuencia, EIIL comenzó a lanzar ataques frecuentes, contra el aeropuerto Deir ez-Zor con el objetivo de detener la entrega de suministros.  El reabastecimiento del gobierno fue posible gracias al control del gobierno sirio de las Montañas Thardah, una base de artillería cercana y otras áreas cercanas al aeropuerto, ya que el control de estas áreas evita que EIIL ataque a los aviones de reabastecimiento que vuelan dentro y fuera del aeropuerto. Por esta razón, el gobierno sirio consideró que el aeropuerto de Deir ez-Zor y sus áreas circundantes eran estratégicamente cruciales para su control continuo de Deir ez-Zor. Las Montañas Thardah (Jabal Turdah en árabe) se refieren a un grupo de colinas y montañas al oeste y suroeste de la Base Aérea Deir ez-Zor, en algunas de las cuales se establecieron posiciones defensivas conocidas como puntos. Este rango incluye la colina Thardah (punto 1) en el sureste del rango, la colina Kroum (tal Kroum) en el norte del rango, una montaña (punto 2) entre estas dos últimas colinas que también se conoce como la montaña Thartah, una colina (punto 3) en el suroeste de la cordillera, y otros.  Un medio de noticias del gobierno pro sirio informó que el 17 de septiembre, antes del ataque aéreo, el ejército sirio controlaba la colina Kroum y los puntos 1 y 2.

## Eventos

### Aviones involucrados
El Ministerio de Defensa ruso dijo que el ataque fue conducido por cuatro aviones, incluidos dos A-10 (un avión de un solo asiento operado únicamente por el ejército de los EE. UU.) y dos aviones de apoyo aéreo cercano y ataque terrestre F-16 y la Central de EE. UU. El comando declaró que el ataque fue llevado a cabo por aviones de guerra estadounidenses, británicos, daneses y australianos. La Real Fuerza Aérea Danesa emitió un comunicado diciendo que dos de sus F-16 estaban involucrados en los ataques aéreos y los británicos publicaron un comunicado diciendo que sus drones Reaper armados también participaron en la operación.  La Fuerza de Defensa australiana emitió una declaración de que dos fuerzas de la Fuerza Aérea Australiana Real (RAAF) F/A-18A estuvieron involucradas en el ataque junto con una aeronave AEW & C Wedgetail RAAF E-7A.

### Información incorrecta pasada a través de la línea directa de descontaminación
En ese momento, el comando central de los EE. UU. en Catar estaba en comunicación con Rusia, un aliado del gobierno sirio, a través de una línea telefónica especial para el conflicto entre EE. UU. y Rusia. Según la investigación de los Estados Unidos sobre este incidente, esta línea directa se utilizó por primera vez el 17 de septiembre de 2016 para informar a los rusos sobre estos inminentes ataques aéreos, que estaban planeados para atacar dos áreas objetivo aproximadamente de 3 a 6   km al suroeste del aeródromo de Deir Ezzor.  El operador de la coalición estadounidense informó mal a su homólogo ruso sobre la ubicación de los inminentes ataques, y les dijo a los rusos que iban a ocurrir. 9   km al sur del aeródromo de Deir Ezzor , cuando se planificó que ocurrieran 9   km al sur de la ciudad de Deir Ezzor y aproximadamente 3 a 6   km al sur del aeródromo.  Este error, señala el informe de la coalición, "puede haber afectado la respuesta rusa a la notificación y haber causado una confusión considerable en el proceso de DT".

### La incursión de la coalición
El 17 de septiembre de 2016, la Coalición de los Estados Unidos comenzó a atacar a las tropas sirias a las 3:55   p. m. Hora de Siria (13:55 Z ).  Las bombas golpearon las posiciones del ejército sirio en la montaña Tharda y en una base de artillería cercana. Rusia y Siria informaron que el ataque fue llevado a cabo a las 5 p. m. por la coalición liderada por Estados Unidos , sin nombrar a los países involucrados. Según informes, el New York Times fue informado por un funcionario anónimo de Centcom que "la huelga comenzó a primera hora de la tarde, cuando los aviones atacaron a un grupo de vehículos que los aviones de vigilancia estadounidenses habían estado observando durante varios días", luego de que la inteligencia militar estadounidense concluyó que el grupo, que al parecer incluía al menos un tanque, pertenecía a EIIL. Según los informes, este mismo funcionario dijo que "el ataque se prolongó durante unos 20 minutos, y los aviones destruyeron los vehículos y mataron a decenas de personas en el desierto".
Rusia llamó al comando central de Estados Unidos (US CENTCOM) en Catar a las 4:25 p. m. (14:25 Z ) pero no pudo encontrar al contacto designado, quien estaba, según el comando central de EE. UU., lejos de su escritorio en ese momento. Según la investigación de la coalición de EE. UU., el operador ruso "eligió esperar para hablar con su punto de contacto (POC) habitual en lugar de pasar la información al Director de la Batalla", lo que provocó una demora de 27 minutos, durante los cuales 15 de Las 37 huelgas se llevaron a cabo". Aunque de acuerdo con el informe de la coalición, el operador ruso había elegido esperar a su POC, también hubo un llamado ruso al CENTCOM de EE. UU. que se respondió a las 4:52 p. m. (14:52 Z ) y eso dio lugar a que se suspendieran los ataques aéreos "en minutos", según un portavoz de CENTCOM de EE. UU., quien también dijo que "ya había habido una buena cantidad de ataques".  Según la investigación de la coalición estadounidense, a las 4:56. p. m. (14:56 Z ) aviones de la coalición detuvieron el fuego y abandonaron el área. 
Según informes, un oficial superior anónimo del 123.º Regimiento del Ejército Árabe Sirio (cuya unidad fue uno de los objetivos) afirmó que más de la mitad de los soldados del ejército sirio muertos por los ataques aéreos murieron en los puntos 1 y 2, que están justo al lado (y al oeste de) el aeropuerto Deir ez-Zor, y que "la mayoría de los ataques aéreos no se realizaron cerca de las líneas del frente"  [de donde luchaban EIIL y el ejército sirio].  Los ataques aéreos "eliminaron" las posiciones defensivas del ejército sirio en los puntos 1 y 2, puntos que habían formado sus últimas líneas de defensa del aeropuerto, lo que provocó que las unidades del ejército sirio lucharan en las afueras de Jabal Thardeh se retiraron para defender estos puntos y una semana después, EIIL había obligado al ejército sirio a retirarse completamente incluso de estos dos últimos puntos.

#### Damnificados
La estimación inicial de bajas dada por los gobiernos ruso y sirio fue que 62 soldados del gobierno sirio murieron y 100 resultaron heridos.  El Observatorio Sirio de Derechos Humanos informó que el número de muertos fue de 90, con 110 heridos. A fines de septiembre, Al Masdar News elevó el número de muertos a 106.

### Ataque subsiguiente del EIIL en la montaña.
Una fuente militar anónima afirmó que un ataque por tierra del EIIL se llevó a cabo solo siete minutos después del ataque de la Coalición. Los medios del gobierno pro sirio afirmaron más tarde que esta afirmación proporcionaba evidencia de la colaboración entre EE. UU. y EIIL. El ataque de EIIL les permitió tomar el control de la montaña Tharda, que fue vista como estratégica ya que mira a la base aérea militar de Deir ez-Zor, controlada por el gobierno. 
El 17 de septiembre, el ejército sirio recapturó algunos puntos y al final del día, después de los intensos combates combinados con los ataques aéreos rusos y sirios que dejaron más de 38 combatientes del EIIL, el ejército sirio recapturó todas las posiciones que Había perdido en la montaña (incluyendo Tall Kroum). Durante los enfrentamientos, un avión de combate MiG de Siria fue derribado por EIIL sobre la montaña y el piloto murió.  Al día siguiente, el EIIL estaba nuevamente en control de la montaña luego de que los militares se retiraron, creando una seria amenaza para el flanco sur del aeropuerto.
El ejército sirio volvería a recuperar algunos puntos más tarde, aunque no podría mantenerlos, perdiéndolos pronto en un ataque de EIIL, lanzado el miércoles 21 de septiembre desde el punto 3, que vio a EIIL tomar los puntos 1 y 2 y establecer un control total sobre Jabal Thardeh. Además, EIIL capturó el Batallón de Artillería (al sur del Aeropuerto Deir ez-Zor).  A principios de octubre de 2016, la SAA recapturó el Punto 1 en Jabal Thardeh, allanando el camino hacia sus avances más recientes cerca del Panorama Checkpoint y Kroum Hill.  La SAA también lanzó otro ataque que apuntó al Punto 2 en Jabal Thardeh.

## Consecuencias
El ataque provocó "una tormenta de fuego diplomática", con Rusia convocando una reunión de emergencia del Consejo de Seguridad de las Naciones Unidas en respuesta al incidente, durante la cual los embajadores de Estados Unidos y Rusia se castigaron mutuamente.  La coalición de los Estados Unidos declaró que los ataques tenían como objetivo atacar el Estado Islámico, mientras que Rusia y Siria declararon que el objetivo era el objetivo del gobierno sirio, y se reclamaron dos motivos: el descarrilamiento del alto el fuego (para impedir la implementación Conjunta) y/o para ayudar a la captura de Deir Ez-zor por parte de EIIL. 

### Consecuencias militares inmediatas
Una agencia de noticias del gobierno pro sirio informó que, un día después del ataque, las fuerzas del gobierno sirio comenzaron a disparar contra un avión no tripulado de reconocimiento de la coalición que volaba sobre las montañas de Thardeh, mientras que antes del ataque, el gobierno sirio esencialmente había ignorado los aviones no tripulados de la coalición.  El 6 de octubre de 2016, después de que Rusia había desplegado recientemente sistemas de defensa con misiles adicionales en Siria y después de que los medios de comunicación de los Estados Unidos indicaran que la coalición podría atacar al gobierno sirio, un portavoz del ejército ruso emitió una fuerte advertencia a los Estados Unidos contra el ataque al ejército sirio.  En referencia al ataque de Deir ez-Zor, el portavoz dijo que "hemos tomado todas las medidas necesarias para evitar tales 'errores' con respecto a los militares rusos y las instalaciones militares en Siria" y además advirtió a la coalición estadounidense que, en caso de que de una supuesta amenaza de la coalición para el ejército sirio, "las tripulaciones de mEIILes de la defensa aérea rusa probablemente no tendrán tiempo de aclarar a través de la línea directa el programa de vuelo exacto de los mEIILes o la propiedad de sus portaaviones".

### Desglose de alto el fuego y ayuda al convoy de ataque
Un alto el fuego, que fue el resultado de casi tres meses de "diplomacia intensiva"  principalmente entre el Secretario de Estado de los EE. UU. John Kerry y el ministro de Relaciones Exteriores de Rusia, Serguéi Lavrov, pero también entre el presidente de los Estados Unidos, Barack Obama y el presidente de Rusia, Vladímir Putin . en el lugar en Siria en el momento del ataque de la coalición.  Días después del ataque, el lunes 19 de septiembre, exactamente siete días después de la entrada en vigencia del alto el fuego, el gobierno sirio declaró el alto el fuego en vigor a las 7:00.   p. m.  (Hora de Damasco) ese mismo día.  Poco después ese mismo día, comenzando en algún momento entre 7:12 - 7:50 p. m. o alrededor de las 8 p. m., un convoy de ayuda cerca de Alepo fue atacado con los Estados Unidos y sus aliados culpando al gobierno sirio por el ataque, una acusación rechazada por el gobierno sirio.  Más tarde, el Departamento de Estado de los EE. UU. Citó repetidamente el ataque del convoy de ayuda como la razón principal del fracaso del acuerdo de cese de las hostilidades, así como una razón importante detrás de la decisión de John Kerry de poner fin a las conversaciones de paz bilaterales de Siria con Rusia.  Sin embargo, el gobierno ruso consideró que el ataque de Deir ez-Zor era el evento clave que llevó a la ruptura del acuerdo de alto el fuego.

#### Batalla de Alepo
En una entrevista realizada el 18 de diciembre de 2016, el secretario de Estado de los EE. UU., John Kerry, dijo que cree que si no se hubiera colapsado el alto el fuego, entonces Estados Unidos podría haber evitado la captura en diciembre de Alepo oriental de los rebeldes por parte del ejército sirio, ya que el acuerdo de alto el fuego se habría hecho para que "Rusia nos diera a Estados Unidos un veto sobre sus vuelos y sobre lo que estaban haciendo en el área, si hubiéramos establecido un esfuerzo conjunto de cooperación", que podría haber dado lugar a "una situación diferente allí posiblemente ahora si habíamos sido capaces de hacer eso ".

### Reacciones diplomáticas y mediáticas
La coalición afirmó que el bombardeo de Deir ez-Zor a las tropas sirias fue accidental y que Estados Unidos "transmitió nuestro pesar a través de la Federación Rusa por la pérdida involuntaria de vidas de las fuerzas sirias que luchan contra EIIL"  mientras que los gobiernos sirio y ruso dijeron que creían que las huelgas eran intencionales, lo que llevó a acusaciones, rechazadas inequívocamente por los Estados Unidos y sus aliados, de que la coalición estaba actuando como la fuerza aérea de EIIL.  Ese día, el ejército estadounidense dijo en un comunicado que "las fuerzas de la coalición no golpearían intencionalmente a una unidad militar siria conocida", mientras que la portavoz del Ministerio de Relaciones Exteriores de Rusia dijo que "después del ataque de hoy contra el ejército sirio, llegamos a la terrible conclusión". Que la Casa Blanca está defendiendo el Estado Islámico".  El gobierno sirio emitió un comunicado diciendo que los ataques aéreos eran "pruebas concluyentes" de su afirmación sostenida de que Estados Unidos y sus aliados apoyaban a EIIL y otros grupos yihadistas como parte de un esfuerzo por derrocar al presidente Bashar al-Assad.
La acusación del gobierno sirio de que EE. UU. y sus aliados bombardearon las fuerzas sirias para apoyar al Estado Islámico fue difundida ampliamente y tomada en serio por los medios de comunicación sirios a favor del gobierno y en entre los aliados de Siria, mientras que muy pocos medios de comunicación de los Estados miembros de la coalición tomó en serio las acusaciones, en gran parte considerándolas como teorías de conspiración. A pesar de que la coalición de EE. UU. nunca indicó que el ataque estaba destinado a ayudar al gobierno sirio, algunos analistas y medios de comunicación de EE. UU. y el Reino Unido consideraron el ataque como "un intento raro, incluso sin precedentes, de ayudar a las fuerzas del régimen que luchan contra el EIIL en el área".  Faysal Itani, miembro principal del Consejo del Atlántico , dijo que "los ataques aéreos de EE. UU. contra el EIIL en una posición tan cercana a las posiciones del régimen son inusuales" y que los ataques "podrían decirse que constituyen un apoyo aéreo cercano para el régimen [sirio]".  Un analista de la BBC criticó a la coalición estadounidense por planear un ataque contra el Estado Islámico que habría tenido el efecto de ayudar a la lucha del gobierno sirio contra el grupo.
Tanto el gobierno ruso como el sirio consideraron que este ataque aéreo era "una prueba" de que Estados Unidos simpatizaba con EIIL, una acusación de que más tarde tratarían de justificar repetidamente presentando lo que consideraban evidencia.  Esta evidencia puede ser ejemplificada por las declaraciones del representante permanente de la ONU de Rusia, según lo informado por una salida del gobierno a favor de Siria, durante la reunión especial del consejo de seguridad de la ONU, que el enviado de Estados Unidos a la ONU más tarde denominó "un truco".  Durante la reunión del consejo de seguridad, el representante ruso declaró que "Rusia cree que el ataque de los Estados Unidos contra el ejército sirio no fue un error", declaró que el "ataque aéreo estadounidense estaba destinado a interrumpir el proceso de alto el fuego y hacer que la situación fuera de control". "y sugirió que" el ataque aéreo se realizó para descarrilar el funcionamiento del Grupo de Implementación Conjunta y evitar que se ponga en marcha ". Continuó haciendo preguntas acusatorias como por qué los Estados Unidos querría ayudar de repente al Ejército sirio después de años de no hacer nada y por qué los Estados Unidos no hicieron nada cuando el EIIL tomó Palmira.  El momento en que EIIL atacó subsecuentemente a las tropas sirias que ocurrieron 7 minutos después de los ataques aéreos también es frecuentemente declarado por los medios de comunicación como evidencia de que el gobierno de EE. UU. ayudó a EIIL. Todos los niveles de los gobiernos ruso y sirio continuarán refiriéndose repetidamente a este ataque aéreo.  Por ejemplo, incluso el presidente ruso Vladímir Putin , casi un mes después del ataque, dijo en una entrevista con la televisión francesa: 
Nuestros colegas estadounidenses nos dijeron que este ataque aéreo se realizó por error. Este error costó la vida a 80 personas y, también solo por coincidencia, quizás, EIIL tomó la ofensiva inmediatamente después. Al mismo tiempo, más abajo en las filas, a nivel de operaciones, uno de los miembros del personal del servicio militar estadounidense dijo francamente que pasaron varios días preparando este ataque. ¿Cómo podrían cometer un error si estuvieron varios días en preparación? Así es como nuestro acuerdo de alto el fuego terminó roto. ¿Quién rompió el acuerdo? ¿Fuimos nosotros? No.

### Ofensiva de Mosul (2016)
Para la ofensiva de Mosul de 2016 contra el Estado Islámico en Irak, un vecino de Siria, la coalición originalmente había planeado dejar abierto el corredor occidental de Mosul para que los militantes del Estado Islámico huyeran a Siria. Las dos ciudades sirias más grandes a las que podían huir estos militantes eran Raqa, la capital autoproclamada de IS y Deir Ez-zor.  A la luz de los ataques de la coalición en Deir Ez-zor, esto generó preocupación entre Siria, Irán y algunos grupos chiitas iraquíes, de que la intención real del corredor era llevar a cabo una acumulación de estos combatientes del EI alrededor de las tropas gubernamentales sirias en Deir Ez -zor para que IS atacara y capturara esta ciudad donde los defensores de esta afirmación a menudo indican que el propósito de este plan sería reducir la influencia de los gobiernos sirios e iraníes en la región cortando la Media Luna Shia. Específicamente, según una agencia de noticias del gobierno ruso que citaba a un diplomático anónimo, la preocupación era que "más de 9,000 militantes del Estado Islámico serán redistribuidos de Mosul a las regiones del este de Siria para llevar a cabo una importante operación ofensiva, que involucra la captura de Deir ez-Zor y Palmira ".
En un discurso del 12 de octubre de 2016 a líderes civiles y militares iraquíes y a las Fuerzas de Movilización Popular (PMU) de Irak, el Secretario General de Hezbollah , Sayyed Hassan Nasrallah, informó a la audiencia sobre su creencia de que "los estadounidenses intentan repetir [el] complot de Faluya cuando Abrió un camino para que EIIL escapara hacia el este de Siria antes de que los aviones de guerra iraquíes atacaran el convoy de terroristas, advirtiendo que es posible llevar a cabo el mismo esquema engañoso en Mosul". El 20 de octubre de 2016, la PMU iraquí comenzó a planear una operación para cerrar la ruta de escape del EI desde Mosul. Contra los deseos de la coalición estadounidense en Irak, que luchaba con las fuerzas iraquíes contra EIIL en la batalla de Mosul, el 29 de octubre, el PMF declaró que había lanzado una ofensiva (finalmente exitosa) hacia el oeste de Mosul con el objetivo de captura pueblos al oeste de Mosul y llega a la ciudad de Tal Afar para evitar que los combatientes del EIIL se retiren a la vecina Siria o reciban refuerzos por su defensa de Mosul. Se encargaron de recapturar alrededor de 14.000 km 2 de territorio de EIIL y también declararon que no entrarían en Mosul.

## Investigación de la coalición
Poco después del ataque, la coalición estadounidense inició una investigación interna, dirigida por el general de brigada estadounidense Richard Coe y otro oficial de la coalición anónimo, sobre cómo los ataques aéreos podrían haber atacado a las fuerzas del gobierno sirio.  Una copia redactada del resumen ejecutivo del informe se publicó al público el 29 de noviembre de 2016.  Una de las conclusiones del informe fue que los ataques se habían llevado a cabo "de buena fe" que estaban dirigidos a los militantes del EIIL y que, en consecuencia, estaban "de acuerdo con la ley de conflicto armado y las reglas de compromiso aplicables para todos naciones involucradas ".  La investigación interna, que entrevistó a "70 miembros de Estados Unidos y al personal de la coalición" no encontró "evidencia de mala conducta" y continuó enumerando las lecciones que se pueden aprender de los ataques aéreos, incluidas las áreas de mejora. 
Según el informe, "ambas áreas objetivo contenían túneles y posiciones defensivas de combate" y continuó afirmando que los soldados que manejaban estas posiciones defensivas "llevaban una mezcla de vestimenta tradicional, atuendo de civil y vestimenta de estilo militar que carecían de uniformidad"  que supuestamente fue un factor que llevó a la conclusión de que eran militantes del EIIL.  Otro factor fue el "flujo de información", ya que "las inquietudes planteadas por la Estación Terrestre Distribuida (DGS) durante la aprobación previa y posterior al ataque de que la fuerza de tierra no podía ser Da'esh no se comunicaron al Jefe de DT o TEA".  El 30 de noviembre de 2016, la Fuerza de Defensa australiana emitió una declaración que se refería al informe y también declaró que las fuerzas "no llevaban uniformes militares reconocibles o exhibían banderas o marcas indentificantes (sic) ".

## Respuesta inmediata de la coalición al ataque
- Estados Unidos: Inicialmente, las Fuerzas Armadas de los Estados Unidos no admitieron abiertamente que los aviones de la Coalición golpearon a las tropas sirias,[63] pero luego la Coalición liderada por los Estados Unidos admitió que sus aviones llevaron a cabo el ataque. Los Estados Unidos declararon que detuvieron los ataques tan pronto como se dieron cuenta de la presencia del Ejército sirio y lamentaron la pérdida involuntaria de vidas.[33][64]
- : el Departamento de Defensa de Australia reconoció su participación "entre varios aviones internacionales".  Dijo que "nunca atacaría intencionalmente a una unidad militar siria conocida ni apoyaría activamente a Daesh (EIIL)" y ofreció sus condolencias.[65][66]
- Dinamarca: el Ministerio de Defensa de Dinamarca confirmó en una declaración que 2 F-16 de la Real Fuerza Aérea Danesa habían participado en ataques aéreos de la coalición en Deir ez-Zor. Los ataques aéreos se detuvieron inmediatamente después de que se revelara que atacaron a las fuerzas del Ejército sirio y el Ministerio de Defensa "lamentó" que los atentados golpearan a las fuerzas anti-EIIL.[67]
- Reino Unido: el Ministerio de Defensa del Reino Unido dijo en un comunicado que "puede confirmar que el Reino Unido participó en el reciente ataque aéreo de la coalición...que coopera completamente con la investigación de la coalición".[68]